# 石抹靳家奴
石抹靳家奴，契丹族，石抹氏，金朝大臣。
金世宗大定年间，石抹靳家奴担任单州刺史。以虚誉得礼部郎中移剌道举荐，进秩两阶，迁同知太原尹，改任陕州防御使。其实他多取民利。大定十八年（1178年）十月，石抹靳家奴与陕西路统军使石抹荣以高价卖私物、抑价买民物获罪，被尚书省弹劾，依照法律当解职削阶。金世宗因他在朝廷宣扬自己假的名誉。不可饶恕，于是除名。